# Церква Святого Євстахія (Стрілки)
Церква Святого Євстахія — дерев'яна церква у селі Стрілки, (Старосамбірський район, Львівська область) споруджена 1792 році. Храм є прекрасною пам'яткою дерев'яної сакральної архітектури.

## Історія
Перші згадки про сільську церкву походять з податкових реєстрів 1507 та 1515 років. На жаль, не вдалося віднайти відомостей про церкву у XVII — першій половині XVIII ст. Візитатор, який відвідав Стрілки у 1766 році залишив опис тодішньої церкви: 
|  | Церква Св. Євстахія, як видно, наново з дерева в кістку тесаного збудована з трьома верхами, з яких кожний з двома заломами... Дзвіниця над бабинцем |

.
Дещо пізніше в акті візитації зроблена приписка, що зведено нову окрему дзвіницю. Ця церква згоріла 1790 року.
У 1792 році коштом громади на її місці виставлена нова дерев'яна церква святого великомученика Євстахія. 1792 року до неї перенесли іконостас з церкви ліквідованого жіночого монастиря у Смільниці.
Церква св. Євстафія — досить нетипової фігури як для Старосамбірщини. На зовнішніх стінах (зовсім на буковинський манер) — ікони.
Під час ремонту 1889 (1989?) року до східної стіни вівтаря добудована ризниця.
На цей ремонт з фонду цісаря Франца Йосифа ІІ було виділено 50 золотих ринських.
Після Першої світової війни у 1927 році гонтове покриття дахів замінили цинкованою бляхою, а у 1960-х роках — кожухування стін шалівкою дошками. За радянської влади не була зачиненою.
Під час Другої світової війни мінометний снаряд влучив у храм і розбив вхідні двері та тетрапод. (Храм опинився в зоні нацистського артилерійського обстрілу). Всі стіни та іконостас були в осколках. В намісній іконі Христа Спасителя й до тепер залишився осколок від мінометного снаряду.
З розповіді пароха о. Володимира, чудом зберігся образ св. Євстахія Великомученика, прострілений німецьким снайпером. Ікона нефахово реставрована місцевим умільцем. Зі зворотного боку добре видно слід від кулі. Кваліфікованої реставрації потребують і понищені кулями церковні книги ХІХ ст., металеві хрести та два латунні підсвічники ХІХ ст.
Зусиллями парафіян у 1989 році було добудовано ризницю до східної сторони вівтаря, а у 2007 році посередині даху перебудували вежу.
У 2000-х роках громада відновила храм. Тепер зовнішні стіни церкви ошальовані горизонтально фальшбрусом.
На захід від церкви розташована триярусна дерев'яна дзвіниця сучасна церкві.
Церква належить до перших дерев'яних сакральних споруд Старосамбірщини терезіянського типу.

### Парохи
Одним із найвідоміших парохів був автор гімну «Ще не вмерла Україна» отець Михайло Вербицький. Служив він там два роки, серед місцевих мешканців зберігся переказ, що саме у Стрілках він написав мелодію гімну.
У 1946 р. церква св. Євстахія була змушена перейти до РПЦ. На той час настоятелем був о. Юрій Савчук, котрого заарештували. Повернення парафії у лоно УГКЦ відбулося у 1990 році за о. Василя Савчина. З 1993 року його замінив парох о. Володимир Паращинець, а з 2020 р. в селі парохіює о. Василь Дригинич.
У 2022 р. до 230-ліття храму стрілківчани зняли усю пластикову оббивку стін старовинної церкви та замінили пластик на екологічні довговічне дерево. За що отримали окрему подяку від владики Ярослава (Приріза), який очолив Архиєрейську Соборову Літургію та освятив оновлений храм.

## Опис
Це тризрубна будівля, рівновисокі зруби якої вкриті спільним двосхилим дахом, краї гребеня завершені сліпими ліхтарями, а посередині — восьмибічною вежею, яка накрита маленькою банею з ліхтарем і маківкою. Стіни вертикально шальовані дошками, на котрих розміщені ікони святих. Із трьох сторін церкву щільно оточує цвинтар. Поряд розташована дерев'яна триярусна дзвіниця, сучасниця церкви. Поряд з сходами, що ведуть до церковного подвір'я, знаходиться каплиця.
При церкві св. Євстахія можна побачити чотири ікони із зображенням святого: одна в середині храму по правій стороні; одна на зовнішній стороні, вгорі від вхідних дверей; інші в у середині дзвіниці та на вході до каплиці. На них усіх подібні зображення святителя — це стояча постать у лицарських обладунках, що тримає у правій руці немовби у полум'ї вівцю.
Іконостас не є автентичним для цієї церкви, бо його разом із боковими престолами було перенесено із жіночого контемплятивного монастиря ЧСВВ у с. Смільниця Старосамбірського району. Цей монастир було ліквідовано в кінці XVIII ст. за часів Йосифінської реформи.
Різьблений та позолочений іконостас походить з кін. XVII cт. Він представляє типову для того часу п'ятиярусну конструкцію з намісним, празниковим, молитовним і пророчим рядами, а також рядом неділь П'ятидесятниці, що було властивим для західноукраїнських іконостасів. Саме ці ікони мають особливу сакральну цінність, проте більшість з них не зберегли свого первинного вигляду, адже під впливом часу та у воєнні роки зазнали пошкоджень. Після Другої світової війни місцевий художник перемалював більшість з них, тим самим приховавши їх первинну красу під товщею нових фарб.
У 1996 році елементи різьби з іконостасу, яка була втрачена, відновили та позолотили заново. В іконостасі бракує верхнього Розп'яття, що його було обрізано, оскільки воно не вмістилося по висоті у церкву, куди його перенесли.